# Forterre (Allier)
Pour l’article homonyme, voir Forterre.
La Forterre est une région naturelle de France située dans le département de l'Allier. Son territoire couvre un triangle dont les angles seraient les villes de Lapalisse, Varennes-sur-Allier et Vichy.
Selon d'autres auteurs, le territoire ne descend pas jusqu'à Vichy et s'étend plus au nord jusque vers Saint-Gérand-de-Vaux et s'inscrit plutôt dans un quadrilatère entre cette commune, Jaligny-sur-Besbre, Lapalisse et Saint-Germain-des-Fossés. Ce micro-pays est encadré par la vallée de l'Allier et celle de la Besbre, il a donné son nom à la communauté de communes Varennes Forterre.

## Toponymie
Le nom provient des terrains : « terres fortes » (c'est-à-dire « terres grasses ») qui autorisaient de bonnes récoltes de blé. On peut rapprocher du nom Forterre le nom Pays-Fort, qui désigne, avec une signification comparable, une petite région naturelle du nord du département du Cher.
La Forterre parle traditionnellement deux parlers bourbonnais. Une petite moitié sud parle bourbonnais du Croissant, une langue de transition occitan / langue d'oïl (ex. Vichy, Billy, Saint-Germain-des-Fossés), tandis qu'une grande moitié nord parle le bourbonnais d'oïl (ex. Jaligny, Lapalisse, Varennes-sur-Allier).

## Géographie
La Forterre est bordée au nord par la Sologne bourbonnaise, au sud-est par les premiers contreforts de la Montagne bourbonnaise, à l'ouest et au sud-ouest par le val d'Allier et la Limagne bourbonnaise.
La Forterre est une zone de plateaux argilo-calcaires, au relief vallonné, coupé par des ruisseaux, et parsemé de buttes calcaires (appelées localement « tureaux »). C'était traditionnellement une terre céréalière, d'une bonne fertilité. Le fond des vallons, occupé anciennement par des terres marécageuses (argileuses) qui ont été asséchées au XIXe siècle, est consacré à l'élevage bovin (charolais).
La Forterre doit son nom aux "terres fortes", limons quaternaires déposés sur le calcaire tertiaire. Après les terres de la Limagne, ce sont les meilleures terres du département.
L'exploitation de la chaux est très ancienne dans la région. On a trouvé des fours à chaux datant de l'époque gallo-romaine sur le site de Vouroux (à Varennes-sur-Allier).